# 图卜卡勒峰
图卜卡勒峰（柏柏尔语：Adrar n Tubqal，阿拉伯语：‎），又称土白克尔峰，是摩洛哥西南部的一座山峰，位于图卜卡勒国家公园内。图卜卡勒峰海拔4,167米，是阿特拉斯山脉和北非的最高峰。山峰位于马拉喀什南部约63公里。

## 攀登
首次登上最高峰的欧洲人是于1923年6月12日登顶的塞贡扎克侯爵、文森特· 伯杰和休伯特·多尔博，不过在此之前可能已经有人爬上过山顶。
旅行者通常到达公路尽头的Imlil小镇后步行。

## 气候
夏季，山上一般来说很干燥，但有时也可能会有风暴出现。大多数时间内周围环境在0℃以上，但超过3500米的地区冬季会有冰雪覆盖，容易出现雪崩。

从最高点拍摄的全景